# Farkas Franciska
Farkas Franciska (Gyöngyös, 1984. november 5. –) romungro származású magyar színésznő, drámapedagógus, modell, szociális munkás.

## Életpályája
1984-ben született Gyöngyösön, három hónapos korától Budapesten nevelkedett. Zeneiskolában zongorázni tanult. A XVII. kerületi Pál Apostol Katolikus Általános Iskola után előbb a Sylvester János Protestáns Gimnáziumba járt, ahol roma származása miatt kirekesztették. Érettségit a pécsi Gandhi Gimnáziumban szerzett. A Színház- és Filmművészeti Egyetemre történő sikertelen felvételit követően a Wesley János Lelkészképző Főiskolán diplomázott szociális munka szakon.
A Siketek és Nagyothallók Országos Szövetségénél jeltolmácsi végzettséget szerzett, majd a Független Médiaközpontban újságírást tanult. A Magyar Drámapedagógiai Társaságnál, drámapedagógusként végzett. 
Tanulmányai mellett, szülei válása után, alkalmi munkákból tartotta fenn magát. Volt felszolgáló, pultos, szobalány, eladó, dolgozott a Fővárosi Állatkertben, statisztaként filmekben, később modellként is. (Érdekesség, hogy statisztaként dolgozott Angelina Jolie Vér és méz c. filmjében, ahol lehetősége nyílt beszélgetni, és közös képet készíteni Angelina Jolie-val és Brad Pittel is. Még inkább érdekes, hogy közös képét Angelina Jolie-val, Angelina férje, Brad Pitt készítette róluk. Erről szóló storytelling műfajban készült estjét, Levél Bradnek címmel játssza a Studió K Színház 2019-es évadtól. Az estet Császi Ádám rendezi.) Gyermekkorától kezdve érdekelte a színészet. Tagja volt a Harlekin Gyermekszínháznak és a Karaván Színháznak. A Független Színház „Peer Gynt ösztöndíjasa” volt 2012-2013 között. Király Tamás divattervező főmodelljeként dolgozott. Innen indult „underground” modell karrierje. Bár szociális érzékenysége miatt végzett szociális munkásként, rejtett ambíciója volt mindig a színészet. Érettségi után megpróbálta a színművészeti egyetemet, sikertelenül. 
Ezek után választotta a segítést, de az élet mégis úgy hozta, hogy évekkel később, épp egy szociális munka során, szinte véletlenszerűen hívták el egy castingra. 2013-ban megkapta élete első szerepét, a Viktória – A zürichi expressz című svájci filmben, amiért elhozta a legjobb színésznőnek járó díjat, a Hungarian Film Festival of Los Angelesen, Hollywoodban. 
Debütálása címszerepben és a díjak után már csak a színészettel foglalkozott. Több színházi és rövidfilmes munkák után kapta meg az Aranyélet című sorozat és a Brazilok című magyar nagyjátékfilm két fontos szerepét, melyek közül az Aranyéletért megkapta a Televíziós Újságírók Szövetségének Díját, mint legjobb mellékszereplő. 
A 48hour Film Fesztiválon, a Besúgók c. rövidfilmben nyújtott alakításáért, elnyerte a legjobb színésznőnek járó díjat. 
2017-ben az Örök tél című filmben dolgozott Csányi Sándor mellett, Comet-díjra is jelölték a Legjobb színésznő kategóriában. Karafiáth Orsolya felkérésére önálló estet készített. 
Gorkij: Makar Csudra c. novelláját saját ötletéből adoptálta színpadra, aminek ősbemutatója A Harmadik Hely lakás színházban volt 2017 márciusában. Azóta játszotta a Műcsarnokban, meghívták a POSZT-ra, játszotta több fesztiválon és Los Angelesben, Hollywoodban is. Az előadást a 2017/2018 és 2018/2019-as évadra leszerződtette a Thália Színház.
A Tudás Hatalom összművészeti társulás alapító és állandó tagja. Slam Poetry események rendszeres zsűrije. Nyíltan vállalja roma származását, megjelenéseiben fontos szerepet játszik az integráció és felzárkóztatás. Színészet mellett drámapedagógusként dolgozik.

## Filmes és televíziós szerepek
- Viktória: A zürichi expressz (2014)
- Fehér farkas (2015)
- Határ (2015)
- Besúgók (2015)
- Fizetős nap (2016)
- Aranyélet (2015-2016) Evelin "Oszi"
- Brazilok (2017) Rozi
- Vigyél el (2017)
- Örök tél (2018) Rózsa
- Apatigris (2020) Rendezőlány
- Háromezer számozott darab (2022) Lakatos Szintia
- A Nagy Fehér Főnök (2022-2023) Saci
- Cella – Letöltendő élet (2023) Kanalas Aranka
- A másik érintése (2023) Mihály asszisztense
- Mellékszereplők (2023) Franciska
- Borotvaélen táncolva (2024)

## Színházi szerepei
- Csongor és Tünde /Karaván Színház (2014)
- Peer Gynt Gyermekei/ Független Színház (2015)
- Mi a neved? / Pinceszínház (2015)
- Said /Trojka Színházi Társulás (2016)
- Macbeth/ Ódry Színpad (2016)
- Makar Csudra /Thália Színház (2017-2018)
- Hollóasszony / Várkert Bazár (2017-2018)
- Örömsorvasztó / A Tudás Hatalom (2017-2018)